# Proteïna motriu
Les proteïnes motrius són una classe de motors moleculars que són capaços de moure's al llarg de la superfície d'un substrat adequat. Prenen l'energia de la hidròlisi de l'ATP i converteixen l'energia química en treball mecànic.

## Funcions en la cèl·lula
L'exemple més evident de proteïna motriu és la miosina que es "mou" en contraure les fibres musculars dels animals. Les proteïnes motrius és la força conductora que hi ha darrere de la majoria del transport actiu de proteïnes i vesícules en el citoplasma. Kinesina i dineïna tenen un paper essencial en el transport intracel·lular com el transport axoplàsmic i en la formació de l'aparell del fus i en la separació dels cromosomes durant la mitosi i meiosi. La dineïna és crucial en el moviment de les cèl·lules per exemple en els espermatozoides.

## Malalties associades amb defectes de proteïnes motrius
La deficiència de kinesina s'han identificat com a causa de la Malaltia de Charcot-Marie-Tooth i en malalties del ronyó. Les deficiències en dineina porten a infeccions cròniques del tracte respiratori. Les deficiències en miosina causen miopaties, i defectes en la miosina causen la síndrome d'Usher i sordesa.